# Sjeverna Italija
Sjeverna Italija (ital. Italia del Nord) jest region koji spaja dvije oblasti koje pripadaju Italiji: 
- Sjeverozapad (ital. Nord-Ovest): Dolina Aoste, Pijemont, Lombardija, Ligurija
- Sjeveroistok (ital. Nord-Est): Furlanija — Julijska krajina, Veneto, Trentino — Južni Tirol, Emilija i Romanja

Furlanija — Julijska krajina, Trentino — Južni Tirol i Dolina Aoste su regije definisane specijalnim statutom.
Najveći grad je Milano; drugi najveći grad je Torino. Površina iznosi preko  km2.
Broj stanovnika 2006. godine bio je 26.835.082; procjena za 2020. je 27.437.474 stanovnika.